# اچ‌ام‌اس تمز (ان۷۱)
اچ‌ام‌اس تمز (ان۷۱) (به انگلیسی: HMS Thames (N71)) یک زیردریایی بود که طول آن ۳۴۵ فوت (۱۰۵ متر) بود. این زیردریایی در سال ۱۹۳۲ ساخته شد.